# Parque Botânico do Monteiro-Mor

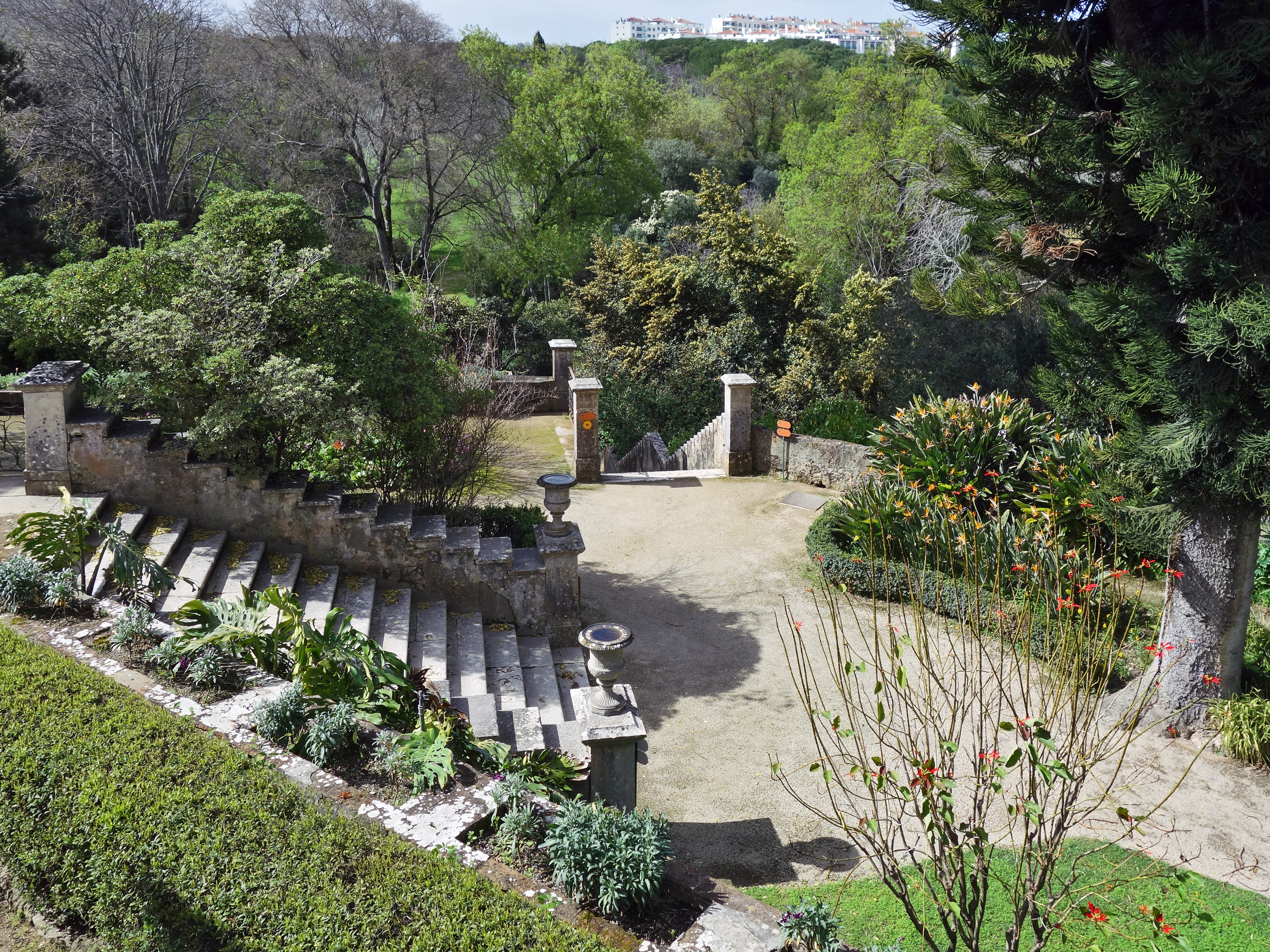
Parque Botânico do Monteiro-Mor, Treppenanlage im historischen Garten beim Palácio Angeja-Palmela

Der Parque Botânico do Monteiro-Mor ist eine historische Parkanlage im Stadtteil Lumiar im Norden Lissabons. Sie entstand in der zweiten Hälfte  des 18. Jahrhunderts und gehört damit zu den ältesten Botanischen Gärten Portugals. Auf dem Gelände des Parks befinden sich auch das Museu Nacional do Traje (Kostümmuseum) und das Museu Nacional do Teatro, das Theatermuseum Portugals.

## Geschichte
Im frühen 18. Jahrhundert erwarb António de Noronha (1680–1735), zweiter Marquês de Angeja mehrere Grundstücke in Lumiar und legte sie zu einem größeren Gutshof (port. Quinta) zusammen. Die Geschichte des Parks beginnt mit dem dritten Marquês de Angeja, Pedro José de Noronha Camões de Albuquerque Moniz e Sousa (1716–1788), der auf dem Gelände, vermutlich ab 1754, den Palácio Angeja-Palmela errichten ließ, der heute Sitz des Kostümmuseums ist. Er plante, ihn um ein privates Museum für seine umfangreiche naturkundliche Sammlung zu erweitern, ein Vorhaben, welches jedoch nicht verwirklicht werden konnte.
Teil dieser Planungen war auch die Anlage eines botanischen Gartens auf den angrenzenden Teilen der landwirtschaftlichen Flächen des Anwesens. In dieser Zeit wurden im Norden des Palácio Angeja die Stützmauern, Terrassen und Treppenanlagen am steilen Hang zum Park hin errichtet. Der Bachlauf, der das gesamte Anwesen durchzieht, wurde in diesem Bereich unter die Erde verlegt und das Gelände um bis zu sechs Meter aufgeschüttet, um mehr ebene Fläche zu gewinnen. Wahrscheinlich stammen auch viele der wassertechnischen Anlagen zur Unterhaltung des Parkes wie Reservoirs und Wasserleitungen noch aus dieser Zeit.
Der gegen Ende des dritten Quartals entstandene Park gehört neben dem Jardim Botânico da Ajuda (Realisierung ab 1768) und dem Jardim Botânico da Universidade de Coimbra (ab 1774) zu den drei ältesten botanischen Gärten Portugals. Zur Frühzeit des Parks liegen keine schriftlichen Quellen vor, Planung und Konzept werden dem italienischen Naturforscher Domenico Vandelli (1735–1816) zugeschrieben, der sich seit 1765 in Portugal aufhielt und auch für die Planung der beiden anderen Gärten verantwortlich war. Über das Aussehen des Gartens ist nichts bekannt, er bestand wahrscheinlich nach den Vorstellungen der Zeit aus zahlreichen individuellen, nach pflanzensystematischen Gesichtspunkten organisierten Beeten, die die Entwicklung der Pflanzenarten illustrieren sollten. In einem Bericht von 1793 wurde der Botanische Garten „als einer der drei schönsten Gärten Lissabons und als eine der bedeutendsten Pflanzensammlungen des Königreichs bezeichnet.“
1840 wurde das Anwesen von Domingos de Sousa Holstein Beck (1818–1864), zweiter Duque de Palmela erworben, der kurz zuvor den benachbarten Palácio do Monteiro-Mor geerbt hatte, heute Sitz des Nationalen Theatermuseums. Der heutige Name des Parks wurde von diesem Palast übernommen und bezieht sich auf das Hofamt des Monteiro-Mor, das etwa dem des Großjägermeisters von Frankreich vergleichbar ist und das einer der Vorbesitzer, Fernão Teles da Silva, zweiter Marquês de Alegrete (1662–1731) innehatte.
Die Palmela-Familie legte die beiden Anwesen zusammen und gestaltete den Park angelehnt an das Konzept des Englischen Gartens aufwendig um: die systematischen Beete wurden aufgegeben, Beeteinfassungen beseitigt und Pflanzungen und Wegeführung zugunsten einer natürlicher wirkenden Erscheinung verändert. Die botanische Vielfalt des Gartens wurde jedoch beibehalten und durch zahlreiche exotische Pflanzen ergänzt. 1841 wurde beim Palácio Angeja ein neogotisches Vogelhaus errichtet, in ihm befindet sich heute das Restaurant des Museums.
Es wurden renommierte Botaniker für die Leitung und Weiterentwicklung des Parkes verpflichtet, der erste war der Belgier J. Rosenfeld, der zuvor im Pariser Jardin des Plantes gearbeitet hatte. Nach seinem Tod 1844 übernahm der Österreicher Friedrich Welwitsch bis 1853 die Leitung, der auch für die Botanischen Gärten in Ajuda und Coimbra verantwortlich war. Ihm folgte Jacob Weiss, bereits seit 1847 Chefgärtner des Herzogs und zuvor im Jardin des Plantes in Paris beschäftigt, und leitet den Garten bis 1887. Sein Schüler und Nachfolger João Baptista Possidónio führte den Park die nächsten 30 Jahre.
Aus dem Jahr 1875 existiert eine detaillierte Beschreibung des Parkes durch den deutschen Gärtner und Botaniker Edmund Goeze (1839–1929) im Jornal de horticultura pratica. Goeze hielt sich zu dieser Zeit in Lissabon auf und war beim Aufbau des 1878 eröffneten Botanischen Gartens des Polytechnikums (heute Universität Lissabon) als Chefgärtner für die Pflanzensystematik zuständig. Er würdigte den Garten in Lumiar als Vorbild für viele spätere Anlagen in Portugal, der seine Bedeutung bis zu diesem Tage nicht verloren habe. Er beschreibt detailliert viele Arten des Parkes und berichtet auch von Rückschlägen und Erfolgen bei der Kultivierung exotischer Arten.
1969 starb mit Maria José Holstein Beck Campilho, dritte Herzogin von Palmela, die letzte Bewohnerin des Palácio de Angeja-Palmela, der Palácio do Monteiro-Mor, zu der Zeit Sitz der marokkanischen Botschaft, brannte 1970 bis auf die Grundmauern aus. 1976 verkaufte die Palmela-Familie das gesamte Anwesen der Quinta do Lumiar an den portugiesischen Staat.
Schon im Dezember wurde das Museu National do Traje gegründet und mit der Umgestaltung des Palácio de Angeja-Palmela zum Museum begonnen, es konnte bereits 1977 eröffnet werden. Gleichzeitig wurde auch der historische Garten restauriert und für die Öffentlichkeit geöffnet. Der Park wird seitdem vom Museu do Traje verwaltet. Die Eröffnung des Museu National do Teatro im restaurierten Palácio do Monteiro-Mor erfolgte 1985. In den 1980er Jahren wurden die landwirtschaftlichen Flächen der Quinta aufgeforstet, das Bewässerungssystem für den Park erneuert und der Rosen- sowie der Kräutergarten angelegt. 2003/04 wurde der Park in einem größeren Projekt erneut aufgewertet.

## Beschreibung
Der gut 11 Hektar große und von einer Mauer umgebene Park liegt im Norden Lissabons im Stadtteil Lumiar, etwa 8 km nördlich der Praça do Comércio und 2,5 km westlich des Flughafens. Südlich erstreckt sich der Cemitério do Lumiar, im Norden schließt sich der Platz des Golfklubs Golfe Paço do Lumiar an. Im Osten wird das Gelände von der mehrspurigen Ausfallstraße Calçada de Carriche begrenzt.
Am südlichen Rand des Parks liegen die beiden Herrenhäuser gut 150 m voneinander entfernt, der Palaçio do Monteiro-Mor im Westen und der Palaçio Angeja-Palmela im Osten. Zwischen ihnen und nach Norden zum Park hin fällt das Gelände stark ab, Treppenanlagen, Terrassen und Stützmauern vermitteln den Übergang. Ein Bachlauf, der den Park am Fuße des Hangs von West nach Ost durchquert, wurde Mitte des 18. Jahrhunderts unterhalb des Palaçio Angeja-Palmela unter die Erde verlegt. Der Bach ist ein Torrente, der nur im Winter und nach heftigen Regenfällen größere Mengen Wasser führt, im Sommer wird er nur von einer kleinen Quelle am Hang gespeist. Weiter nach Norden prägen Wiesen und lockerer Baumbestand die ehemals landwirtschaftlich genutzten Flächen, im Nordosten befinden sich Obstwiesen und ein großer Gemüsegarten.

### Der historische Garten

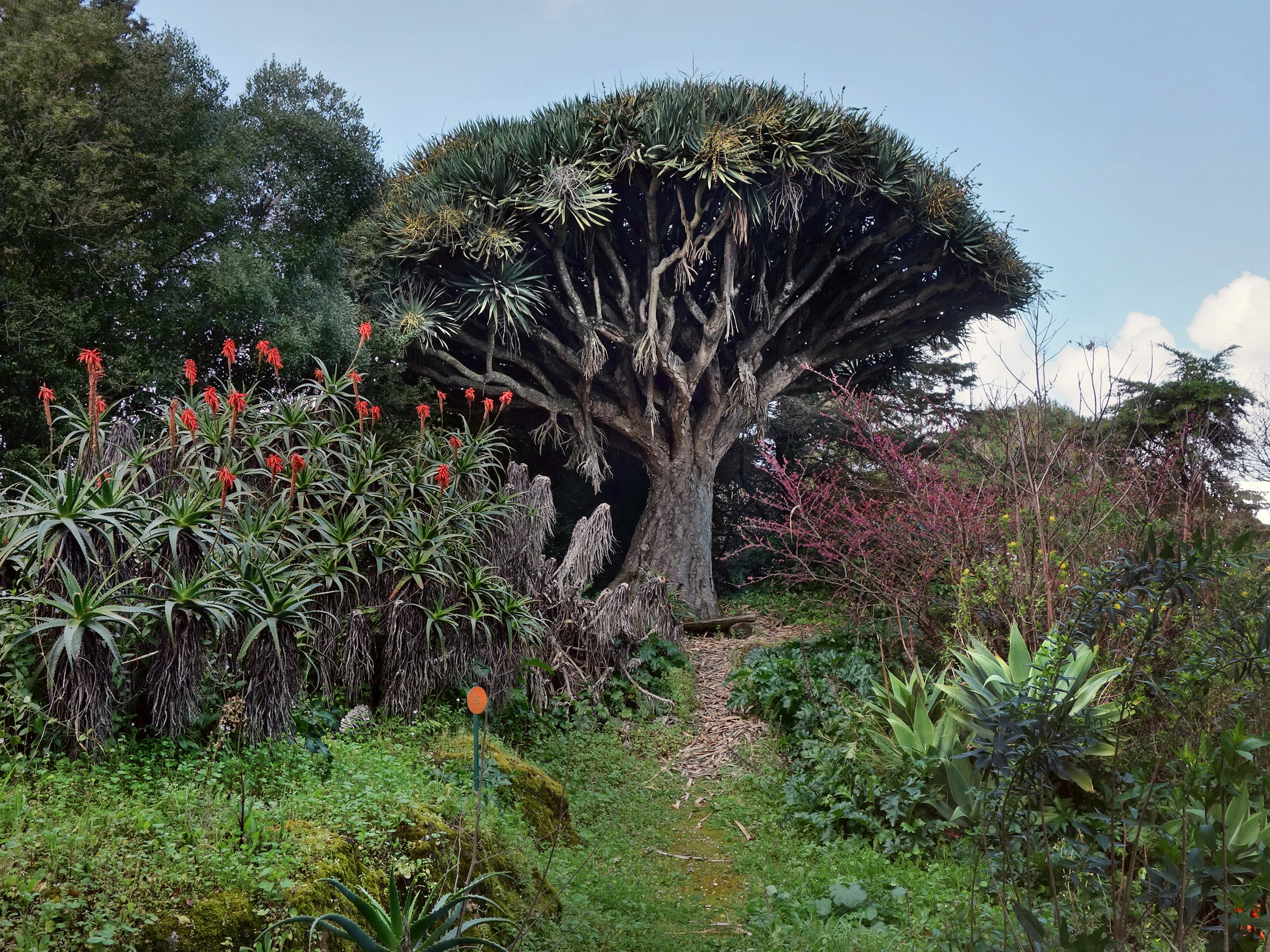
Drachenbaum

Der historische Garten befindet sich im direkten Umfeld der beiden Herrenhäuser und auf den Terrassen zwischen ihnen.
Im Süden vor dem Palácio do Monteiro-Mor liegt eine barocke Gartenanlage aus geometrisch gepflanzten Buchsbaumhecken mit einem kleinen Brunnen im Zentrum. Sie wurde nach gartendenkmalpfegerischen Untersuchungen 1976 neu gepflanzt und entspricht ihrem Erscheinungsbild in der zweiten Hälfte des 18. Jahrhunderts. Die von den Hecken eingefassten Abteilungen im Parterre direkt vor dem Herrenhaus bilden heute den Rosengarten. Im Westen schließen sich größere Abteilungen an, die den Kräutergarten mit typischen Küchenkräutern und Heilpflanzen beherbergen. Diese Anlage richtet sich besonders auch an blinde Besucher, die die teils intensiven Düfte erfahren können, die Pflanzen sind hier daher auch in Blindenschrift beschriftet. Am Ende des Formalgartens befindet sich etwas abseits ein prächtiger alter Drachenbaum – es handelt sich aber nicht um den Baum, den der deutsche Botaniker und Gärtner Edmund Goeze 1875 als eines der ältesten und größten Exemplare in Portugal beschrieb.

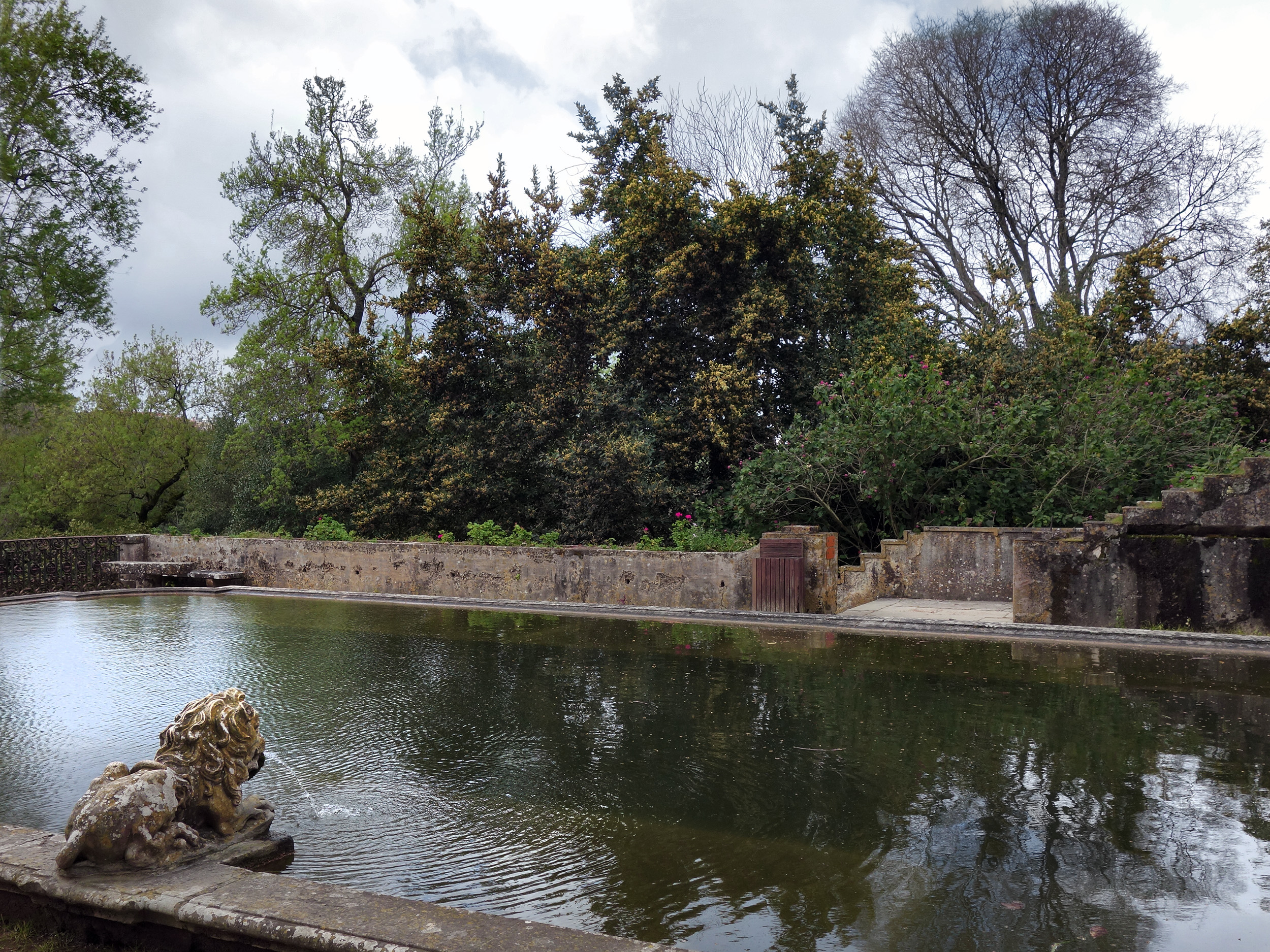
Historischer Garten, Löwenbecken

Der Palácio Angeja-Palmela liegt direkt an der Straße in der Südostecke des Parks, seine Gartenanlagen wurden daher im Norden und Westen auf den Terrassen am Hang unterhalb des Palastes angelegt. Hier befanden sich früher die heute verlorenen systematischen Beete des botanischen Gartens, sie waren eingebettet in die erhaltene zeitgenössische barocke Gartengestaltung mit Treppenanlagen, geometrischen Wasserbecken und Buchsbaumhecken. Ab 1995 wurde der historische Skulpturenschmuck der Anlagen durch zeitgenössische Bildhauerarbeiten ergänzt.
Die 1842 unterhalb der zentralen Terrasse gepflanzte, aus Australien stammende Norfolk-Tanne war der erste Baum dieser Art in Portugal. Ihr Gegenstück auf der anderen Seite der Terrasse ist eine große, damals ebenfalls exotische Blutbuche, etwas weiter wachsen zwei stattliche Platanen.
Zum Palácio do Monteiro-Mor hin entwickelt sich der Landschaftsgarten um einen zentralen Teich, hier wachsen eine mexikanische Sumpfzypresse (Taxodium huegelii), die ursprünglich in Australien beheimatete Großblättrige Feige und der südamerikanische Ombubaum mit seinen charakteristischen zusammengewachsenen Wurzelstöcken. Am Hang wurde ein kleiner Wasserfall angelegt, dessen Wasser den Teich speist. Weitere bemerkenswerte Arten im Park sind Ginkgo, Palisanderholzbaum oder der neuseeländische Eisenholzbaum.

### Quinta do Luminar

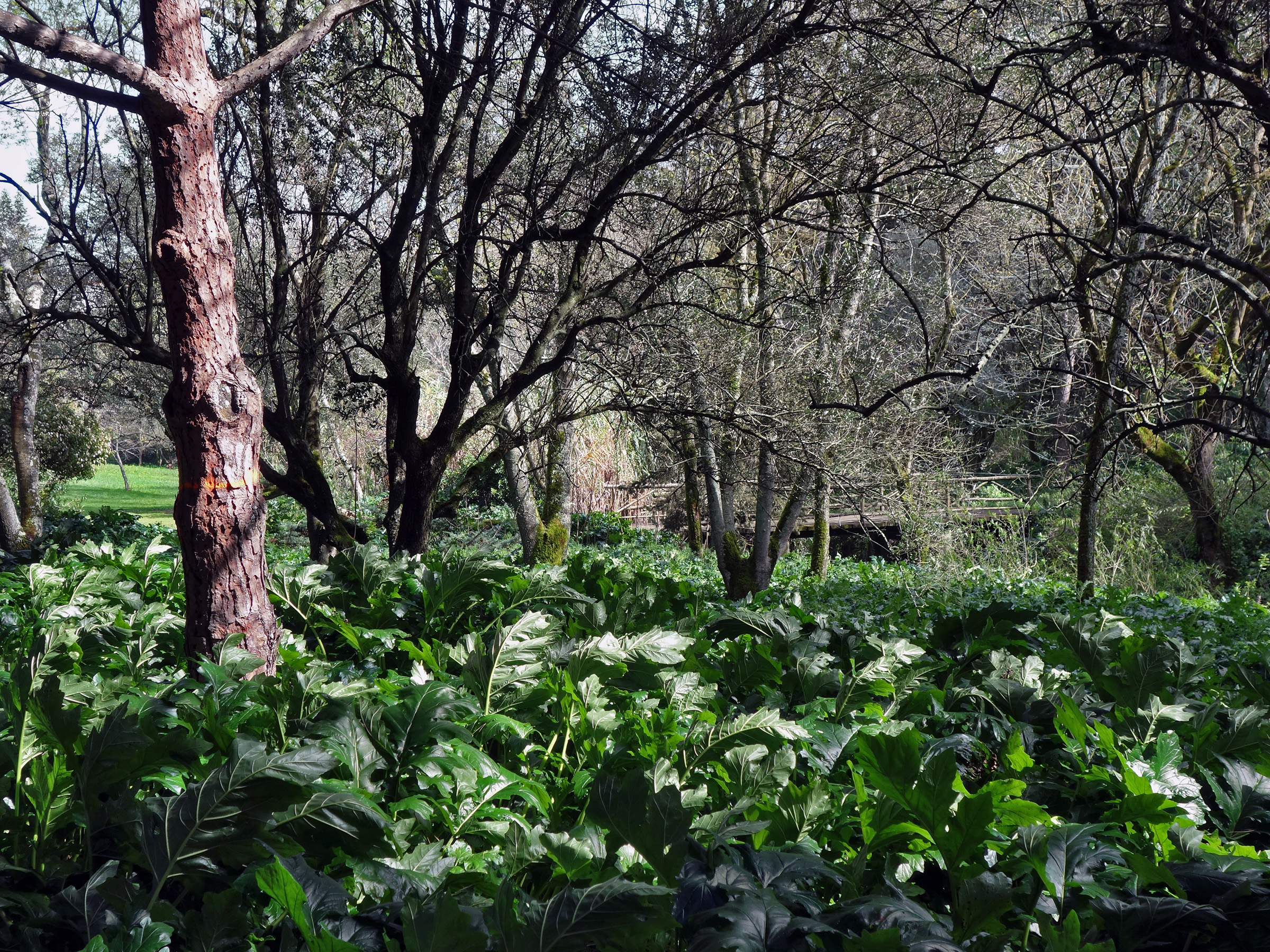
Waldgelände am Wasserlauf

Nach Norden erstrecken sich die etwa sieben Hektar großen ehemaligen landwirtschaftlich genutzten Flächen der Quinta do Lumiar. Traditionell verfügten die portugiesischen Landsitze neben den repräsentativen Bereichen auch über Nutzflächen wie Felder, Wiesen und Weiden sowie einen Obst- und Gemüsegarten, die aber in die Gestaltung mit einbezogen und auch zur Erholung genutzt wurden.
Am Wasserlauf und am östlichen Hang befindet sich ein relativ naturnahes Waldstück, dessen heimische Pflanzen sich vor allem aus dem Standort ergeben, hier wachsen Ulmen, Eschen, Pappeln und Trauerweiden, aber auch Pinien. Gärtnerische Eingriffe beschränken sich hier auf das gelegentliche Zurückdrängen allzu dominanter invasiver Arten, um die natürliche Artenvielfalt zu erhalten.
Mitte der 1980er Jahre wurden im Norden des Gebietes die offenen landwirtschaftlich genutzten Flächen aufgeforstet, es entstanden verschiedene, für Zentral-Portugal und die Extremadura typische lichte Nutzwälder (Dehesas) aus Korkeichen oder Pinien. Dazwischen wachsen Einzelbäume wie Feigen und Oliven und vereinzelte Büsche und Sträucher. Pflanzungen von Platanen, Pappeln und Rosskastanien bilden eine aufgelockerte Wiesen- und Parklandschaft um eine offengehaltene zentrale Magerwiese, die regelmäßig gemäht wird.

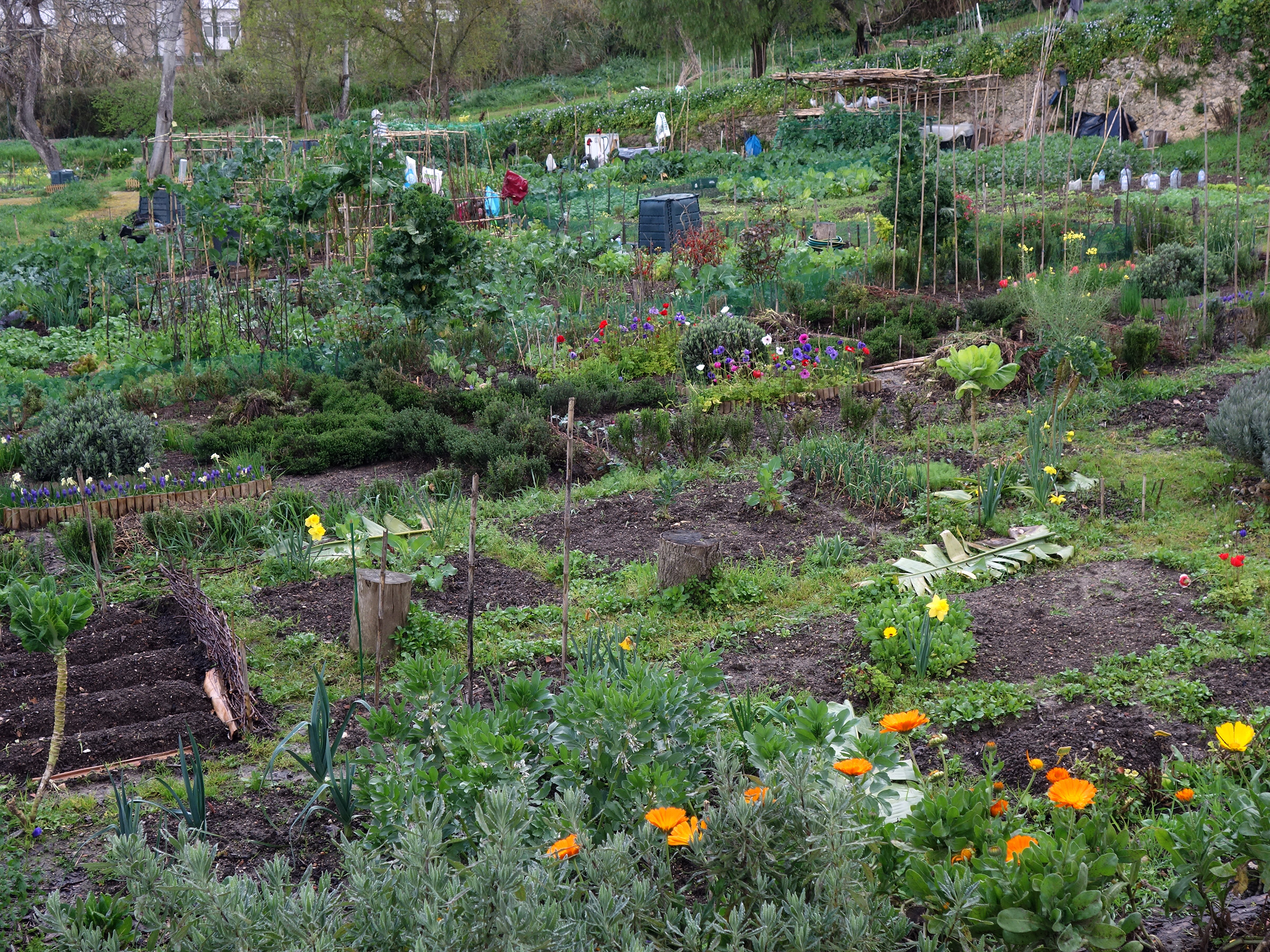
Gemüsegarten

Im Nordwesten liegen der Gemüsegarten und auf drei Terrassen die Obstwiesen. Auf der untersten Terrasse werden zahlreiche Zitrusfrüchte wie Zitronen, Orangen, Clementinen und Mandarinen kultiviert, die hier im Sommer am leichtesten bewässert werden können. Etwas darüber folgt eine Obstwiese mit Steinfrüchten, hier wachsen verschiedene Sorten Pflaumen, Schlehen und Aprikosen. Die dritte Obstwiese ist dem Kernobst wie Äpfeln, Birnen, aber auch Kakis vorbehalten. Weitere Obstbäume wie Walnuss oder Mandelbäume finden sich auch in anderen Bereichen des Parkes.
Der gut einen Hektar große Gemüsegarten wird intensiv genutzt, jedes Jahr werden die Parzellen an Interessenten vergeben, die diese für den Eigenbedarf bewirtschaften können. Die einzelnen Parzellen sind nicht eingezäunt und durch ein gemeinsames Wegenetz erschlossen, das auch allen Besuchern des Parks offensteht. Angebaut wird Gemüse wie Kohl, Bohnen, Zwiebeln und Auberginen, aber auch Obst und Blumen.

## Fauna

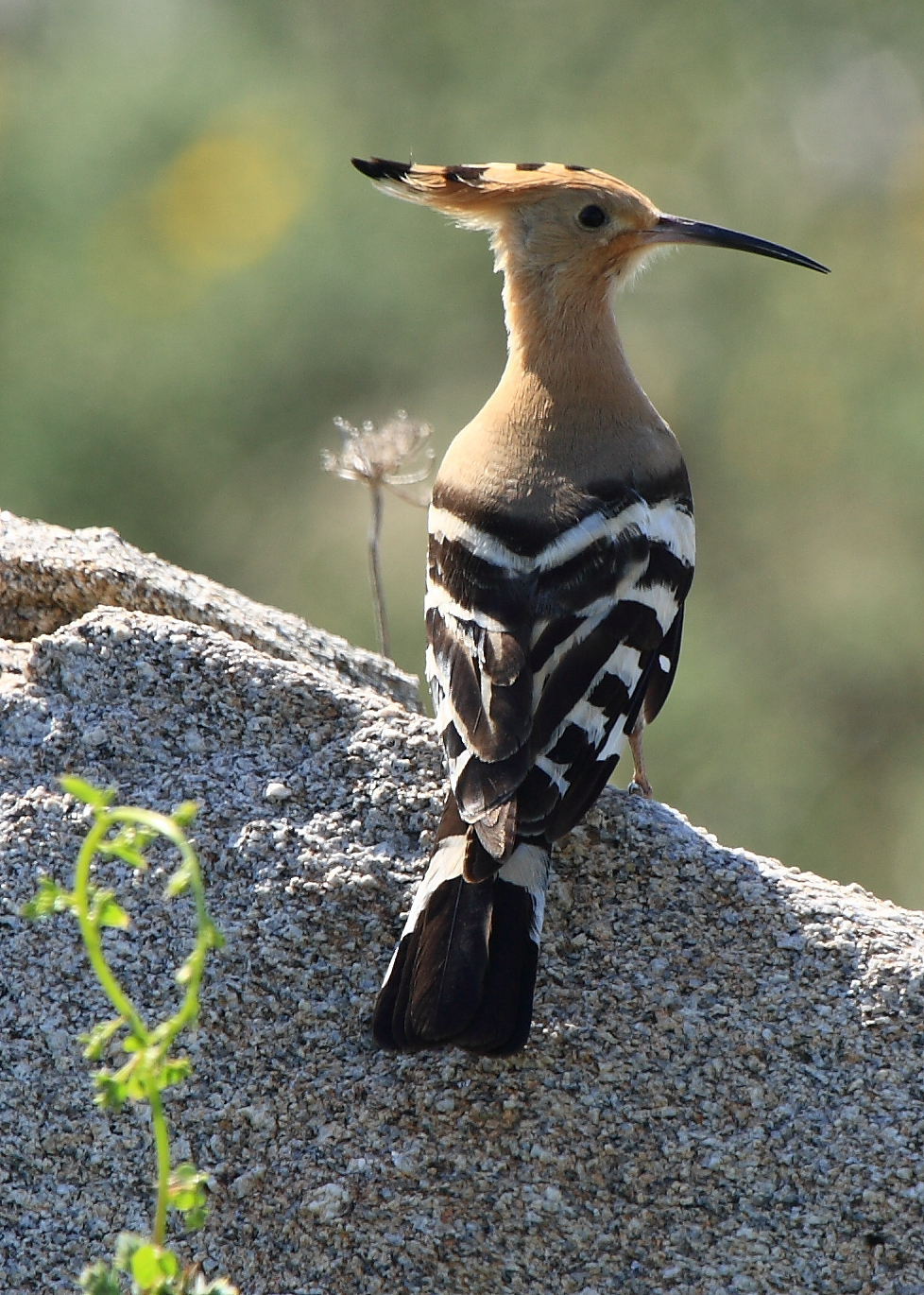
Der Wiedehopf besiedelt Wiesen- und Parklandschaften mit lockerem Baumbestand.

Der Park bietet mit seinen vielen unterschiedlichen Landschaftsformen Lebensraum für eine Vielzahl von heimischen Wildtieren, besonders für viele Vogelarten.
Am Bachlauf leben Wasserfrösche und Feuersalamander, der dichte Unterbewuchs bietet dem Zaunkönig Schutz und Nistmöglichkeiten. Die Teiche mit ihren zahlreichen, als Zierfische gehaltenen Karpfen und Goldfischen, ziehen Grau- und Nachtreiher an, die heimische und streng geschützte Maurische Bachschildkröte lebt hier gemeinsam mit von Besuchern ausgesetzten Nordamerikanischen Schmuckschildkröten und Stockenten und Teichrallen. Die Mauern sind Lebensraum für Mauereidechsen und den nachtaktiven Mauergecko, die aber wie die Ringelschleiche und die Hufeisennatter auch den Trockenrasen besiedeln. Die Korkeichenwälder beherbergen Treppennattern, Portugiesische Tausendfüßer, Nashornkäfer und an den Waldrändern Glühwürmchen. Ursprünglich aus Afrika eingewandert sind der Wellenastrild, Halsbandsittich und der Wiedehopf, mit Mäusebussard und Waldkauz lassen sich auch Greifvögel im Park beobachten.
Eine Besonderheit ist eine Kolonie von etwa 200 Langflügelfledermäusen, die in Gewölben unterhalb des Palácio Angeja-Palmela Unterschlupf finden, aber auch Zwergfledermäuse gibt es im Park.

## Galerie

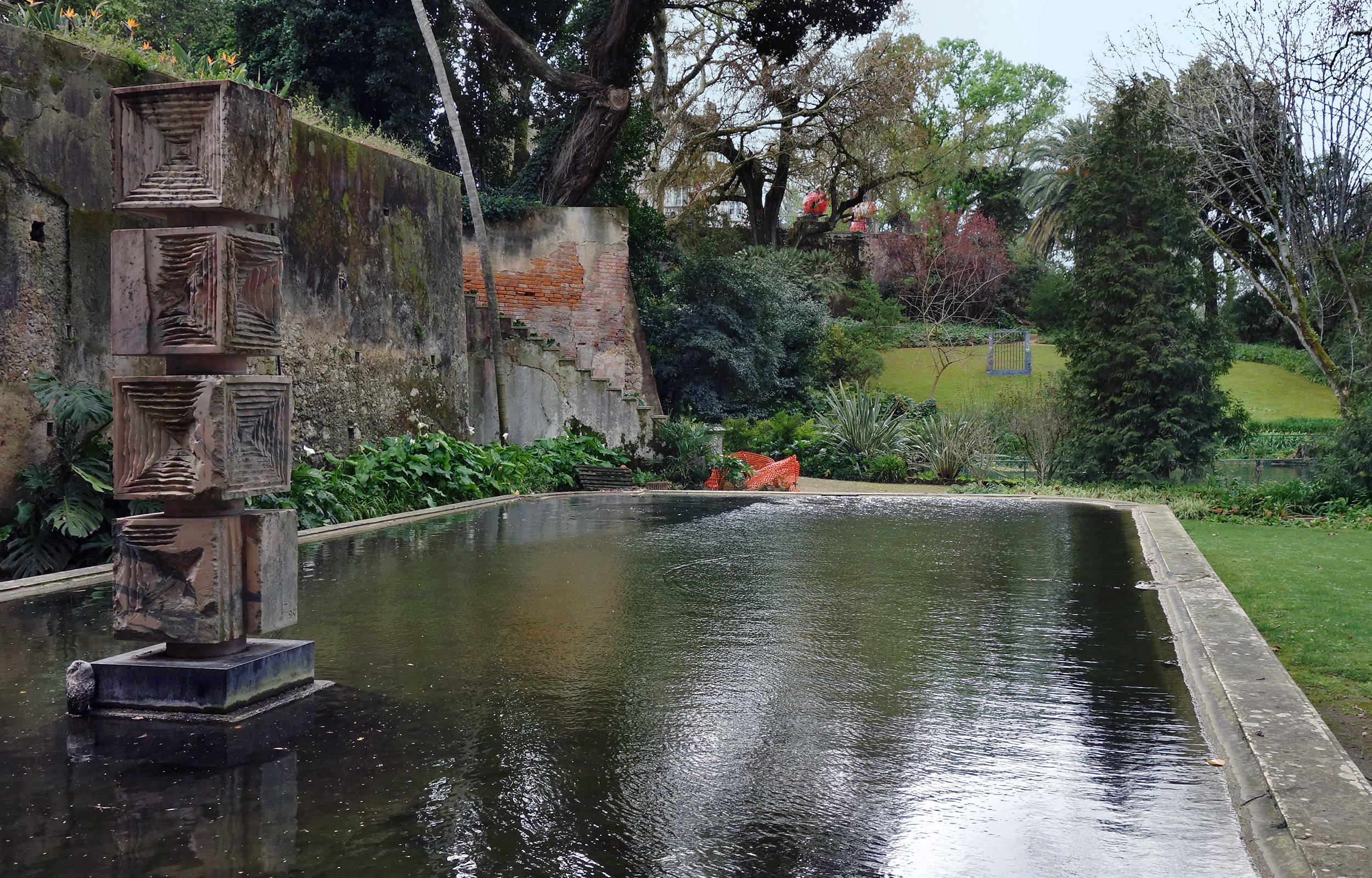
Wasserbecken mit Skulptur von Minoru Niizuma
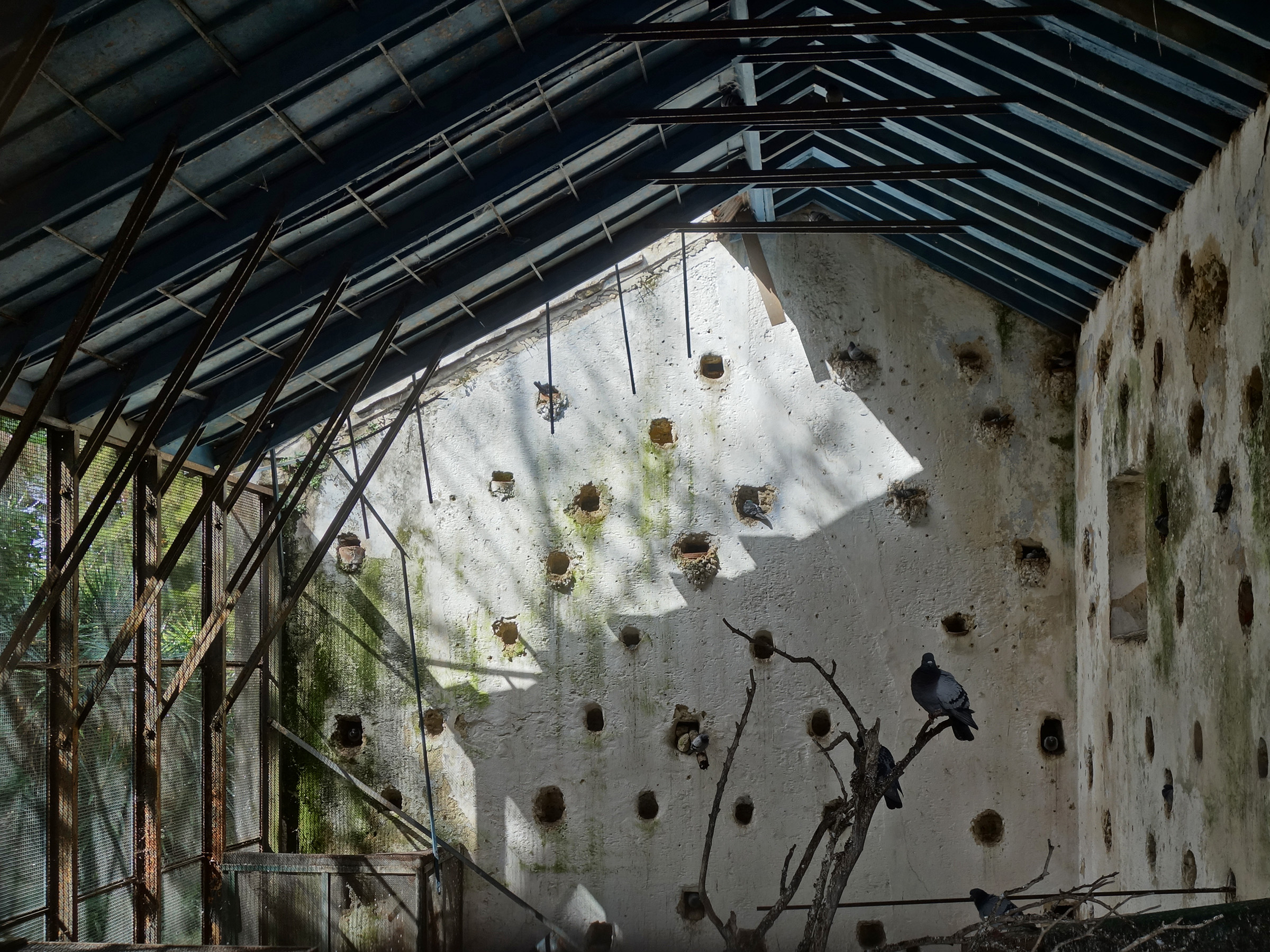
Taubenhaus
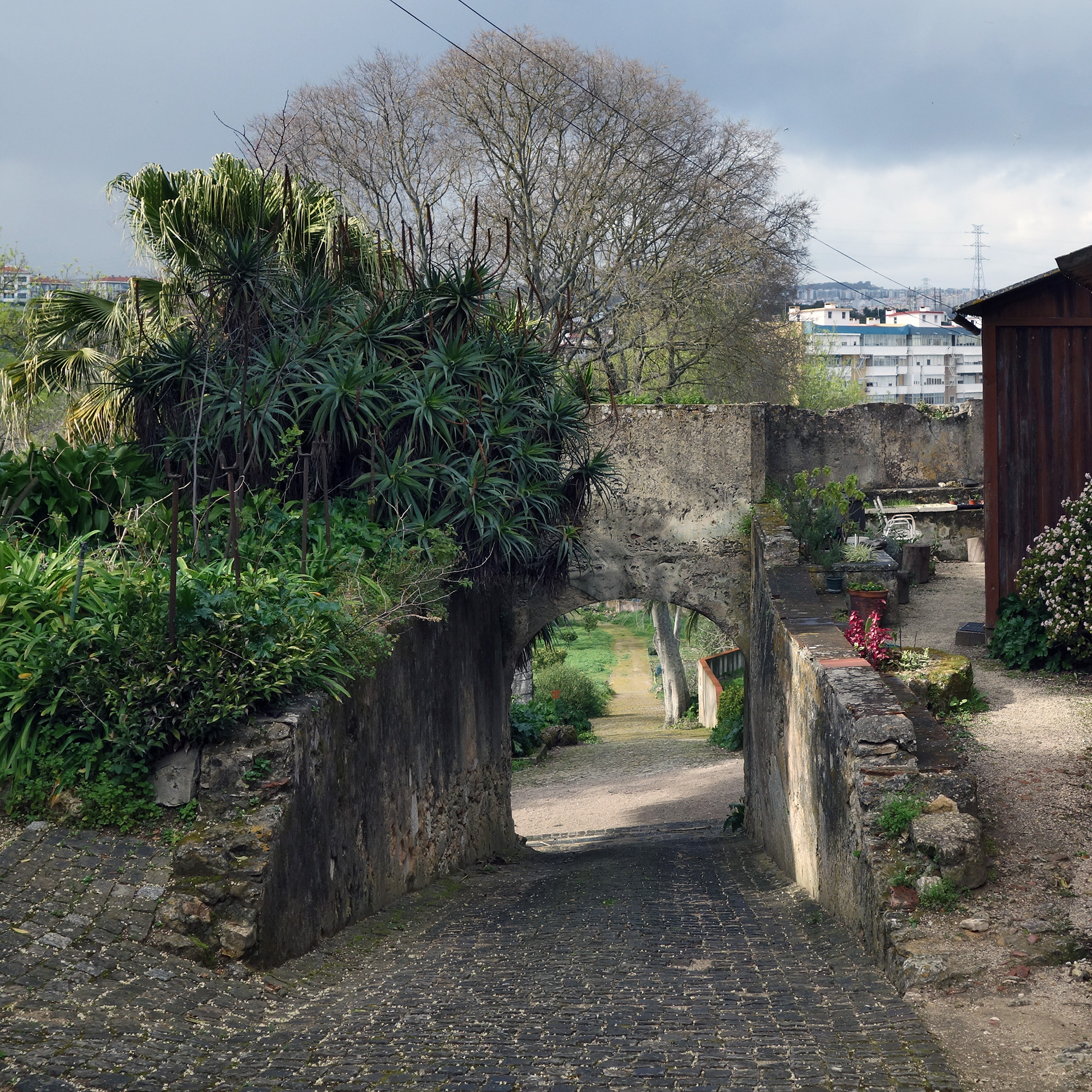
Gartentor